# Szpital Specjalistyczny w Brzozowie
Szpital Specjalistyczny w Brzozowie – placówka służby zdrowia w Brzozowie.
Inicjatorem powstania szpitala budowanego od 1938 był ks. Józef Bielawski, który wspierał ten projekt materialnie. Niemniej największy rozwój lecznicy i nadanie jej profilu onkologicznego związane jest z postacią dra Zbigniewa Kubasa – chirurga, wizjonera, który w ciężkich czasach potrafił zmaterializować swoje marzenia o ośrodku onkologicznym w malutkim Brzozowie. W latach 80. XX wieku roboty budowlane szpitala wykonało Sanockie Przedsiębiorstwo Budowlane.
Obecnie szpital ma oddziały typowe dla szpitali powiatowych, takie jak: szpitalny oddział ratunkowy (SOR), oddział ginekologiczno-położniczy, dziecięcy, noworodkowy, chorób wewnętrznych z pododdziałem reumatologicznym, kardiologiczny, neurologiczny, chirurgii ogólnej, medycyny paliatywnej czy intensywnej terapii (OIT). Mieści się tu także Podkarpacki Ośrodek Onkologiczny, w którym leczeni są pacjenci chorzy na nowotwory nie tylko z województwa podkarpackiego, ale również z województw ościennych. Ośrodek onkologiczny dzieli się na oddziały chirurgii onkologicznej, ginekologii onkologicznej, chemioterapii, radioterapii, ortopedii onkologicznej, hematologii onkologicznej – w którym rozpocznie działalność pierwszy i jedyny na Podkarpaciu pododdział przeszczepiania szpiku kostnego.
Jesienią 2011 roku szpital obchodził sześćdziesięciolecie swojego istnienia.
Szpital posiada lądowisko dla helikopterów ratunkowych, zbudowane w 2014 roku.